# Mirjam Hart-Nijburg
Mirjam Magda Miep Hart-Nijburg (* 16. Mai 1920 in Baarn; † 24. August 2015 in Lochem) war eine niederländische Aquarellistin, Malerin und Zeichnerin. Zudem betätigte sie sich als Handwerkerin und Textilkünstlerin.

## Leben und Werk
Miep Nijburg wurde am 16. Mai 1920 in Baarn  in eine jüdische Familie geboren. Ihr Vater war der Kaufmann Mozes Nijburg und ihre Mutter Cato Adelina Nijburg-Lorjé. Ihr Vater starb im Krieg, ihre Mutter überlebte diesen.
Zu ihren Lehrern zählten Edith Pijpers, bei der sie von 1935 bis 1936 Unterricht nahm, und Sam le Poole, bei ihm hatte sie von 1937 bis 1938 Unterricht. Ihre Ausbildung machte sie an der Rijksakademie van beeldende kunsten in Amsterdam.
Sie heiratete 1956 E.M. Hart. Danach nannte sie sich Hart-Nijburg. Miep Hart-Nijburg starb am 24. August 2015 in Lochem.

## Mitgliedschaften
- 1946: A.K.G. De Ploegh, Amersfoort
- 1955: Haagse Kunstkring, Den Haag
- 1981: C.O.S.A. Centraal Orgaan Scheppend, Ambacht Delft
- 1992: Culturele Raad Gelderland, Arnhem

## Ausstellungen
- 1956: Kunstzaal Plaats Den Haag
- 1957: Kunstzaal Plaats Den Haag
- 1963: Kunstzaal Heuff Wassenaar
- 1965: Kunstzaal Heuff Wassenaar
- 1967: Galerie de Pook Hengelo
- 1969: Stedelijk Museum Zutphen
- 1982: 3e Overzichtstentoonstelling Beeldende Kunst regio Deventer